# ماريو زانين
ماريو زانين (بالإيطالية: Mario Zanin)‏ من مواليد 3 يوليو 1940 في إيطاليا، هو راكب دراجات إيطالي سبق له الفوز بميدالية ذهبية في الألعاب الأولمبية لعام 1964 في سباق الطرق الفردية. وبعد ذلك تحول إلى محترف، وفي عام 1966 فاز بمرحلة واحدة من طواف إسبانيا. تقاعد في عام 1968.

## الميداليات
| الميدالية | المسابقة                       |
| --------- | ------------------------------ |
| ذهبية     | الألعاب الأولمبية الصيفية 1964 |

## روابط خارجية
- ماريو زانين على موقع أرشيف الدراجات (الإنجليزية)
- ماريو زانين على موقع إحصائيات الدراجات الإحترافية (الإنجليزية)
- ماريو زانين على موقع CycleBase (الإنجليزية)
- ماريو زانين على موقع أوليمبيديا (الإنجليزية)
- ماريو زانين على موقع اللجنة الأولمبية الإيطالية (الإيطالية)